# Lista siturilor arheologice din județul Arad - Z
Lista siturilor arheologice din județul Arad - Z conține toate siturile arheologice din județul Arad înscrise în Repertoriul Arheologic Național (RAN) și aflate în localități al căror nume începe cu litera Z. RAN este administrat de Ministerul Culturii și Patrimoniului Național și cuprinde date științifice, cartografice, topografice, imagini și planuri, precum și orice alte informații privitoare la zonele cu potențial arheologic, studiate sau nu, încă existente sau dispărute.
Puteți căuta un sit din localitățile care încep cu litera Z folosind formularul de mai jos sau puteți naviga prin toate siturile din județ la Lista siturilor arheologice din județul Arad.
| Cod RAN                                  | Denumire | Localitate                          | Adresă             | Datare                       | Descoperit | Coordonate                                   | Imagine           | Erori            |
| ---------------------------------------- | --- | ----------------------------------- | ------------------ | ---------------------------- | ---------- | -------------------------------------------- | ----------------- | ---------------- |
| 12787.01.01 (Cod LMI: AR-I-m-B-00470.02) | Situl arheologic de la Zăbrani - "Dealul Pietrei" / ansamblu anonim (Categorie: locuire civilă) (Tip: Așezare)                   | sat Zăbrani, comuna Zăbrani         | Dealul Pietrei     | Musterian                    | 1973       | 46°04′39″N 21°33′11″E / 46.0775°N 21.55305°E | Încărcați imagine | Raportați eroare |
| 12787.01.02 (Cod LMI: AR-I-m-B-00470.01) | Situl arheologic de la Zăbrani - "Dealul Pietrei" / ansamblu anonim (Categorie: locuire civilă) (Tip: Așezare)                   | sat Zăbrani, comuna Zăbrani         | Dealul Pietrei     | geto-dacică                  | 1973       | 46°04′39″N 21°33′11″E / 46.0775°N 21.55305°E | Încărcați imagine | Raportați eroare |
| 10863.01.01 (Cod LMI: AR-I-m-B-00471.02) | Situl arheologic de la Zădăreni - "Cartierul Nou" / ansamblu anonim (Categorie: locuire civilă) (Tip: Așezare)                   | sat Zădăreni, comuna Zădăreni       | Cartierul Nou      |                              |            |                                              | Încărcați imagine | Raportați eroare |
| 10863.01.02 (Cod LMI: AR-I-m-B-00471.01) | Situl arheologic de la Zădăreni - "Cartierul Nou" / ansamblu anonim (Categorie: locuire civilă) (Tip: Necropolă)                 | sat Zădăreni, comuna Zădăreni       | Cartierul Nou      | daco-sarmatică sec. II - III |            |                                              | Încărcați imagine | Raportați eroare |
| 10863.02.01 (Cod LMI: AR-I-s-B-00472)    | Necropola sarmatică de la Zădăreni / ansamblu anonim (Categorie: descoperire funerară) (Tip: Necropolă)                          | sat Zădăreni, comuna Zădăreni       |                    | daco-sarmatică sec. II - III |            |                                              | Încărcați imagine | Raportați eroare |
| 11469.01.01 (Cod LMI: AR-I-m-B-00473.01) | Așezarea hallstattiană de la Zerindul Mic / ansamblu anonim (Categorie: locuire civilă) (Tip: Așezare)                           | sat Zerindu Mic, comuna Mișca       |                    |                              |            |                                              | Încărcați imagine | Raportați eroare |
| 11469.01.02 (Cod LMI: AR-I-m-B-00473.02) | Așezarea hallstattiană de la Zerindul Mic / ansamblu anonim (Categorie: locuire civilă) (Tip: Morminte tumulare)                 | sat Zerindu Mic, comuna Mișca       |                    |                              |            |                                              | Încărcați imagine | Raportați eroare |
| 12885.01.01 (Cod LMI: AR-I-s-B-00474)    | Necropola medievală de la Zimandul Nou - "Cariera de nisip" / ansamblu anonim (Categorie: descoperire funerară) (Tip: Necropolă) | sat Zimandu Nou, comuna Zimandu Nou | Cariera de nisip   | sec. X - XII                 |            |                                              | Încărcați imagine | Raportați eroare |
| 12787.02.01                              | Așezarea epilpaleolitică de la Zăbrani - Dealul Roșu / ansamblu anonim (Categorie: locuire) (Tip: Așezare)                       | sat Zăbrani, comuna Zăbrani         | Dealul Roșu        |                              |            |                                              | Încărcați imagine | Raportați eroare |
| 12787.03.01                              | Așezarea hallstattiană de la Zăbrani / ansamblu anonim (Categorie: locuire) (Tip: Așezare)                                       | sat Zăbrani, comuna Zăbrani         |                    |                              |            |                                              | Încărcați imagine | Raportați eroare |
| 12787.04.01                              | Situl arheologic de la Zăbrani - La Pârneavă / ansamblu anonim (Categorie: locuire) (Tip: Așezare)                               | sat Zăbrani, comuna Zăbrani         | La Pârneavă        |                              |            |                                              | Încărcați imagine | Raportați eroare |
| 12787.04.02                              | Situl arheologic de la Zăbrani - La Pârneavă / ansamblu anonim (Categorie: locuire) (Tip: Așezare)                               | sat Zăbrani, comuna Zăbrani         | La Pârneavă        | Basarabi                     |            |                                              | Încărcați imagine | Raportați eroare |
| 12787.04.03                              | Situl arheologic de la Zăbrani - La Pârneavă / ansamblu anonim (Categorie: locuire) (Tip: Așezare)                               | sat Zăbrani, comuna Zăbrani         | La Pârneavă        | sec. II-IV                   |            |                                              | Încărcați imagine | Raportați eroare |
| 12787.04.04                              | Situl arheologic de la Zăbrani - La Pârneavă / ansamblu anonim (Categorie: locuire) (Tip: Așezare)                               | sat Zăbrani, comuna Zăbrani         | La Pârneavă        |                              |            |                                              | Încărcați imagine | Raportați eroare |
| 12787.05.01                              | Situl arheologic de la Zăbrani - Dealul Viilor / ansamblu anonim (Categorie: locuire) (Tip: Așezare)                             | sat Zăbrani, comuna Zăbrani         | Dealul Viilor      |                              |            |                                              | Încărcați imagine | Raportați eroare |
| 12787.05.02                              | Situl arheologic de la Zăbrani - Dealul Viilor / ansamblu anonim (Categorie: locuire) (Tip: Așezare)                             | sat Zăbrani, comuna Zăbrani         | Dealul Viilor      |                              |            |                                              | Încărcați imagine | Raportați eroare |
| 12787.06.01                              | Situl arheologic de la Zăbrani - Peste Hotar / ansamblu anonim (Categorie: locuire) (Tip: Așezare)                               | sat Zăbrani, comuna Zăbrani         | Peste Hotar        |                              |            |                                              | Încărcați imagine | Raportați eroare |
| 12787.06.02                              | Situl arheologic de la Zăbrani - Peste Hotar / ansamblu anonim (Categorie: locuire) (Tip: Așezare)                               | sat Zăbrani, comuna Zăbrani         | Peste Hotar        | sec. II-IV                   |            |                                              | Încărcați imagine | Raportați eroare |
| 12787.06.03                              | Situl arheologic de la Zăbrani - Peste Hotar / ansamblu anonim (Categorie: locuire) (Tip: Așezare)                               | sat Zăbrani, comuna Zăbrani         | Peste Hotar        | sec. IX-XII                  |            |                                              | Încărcați imagine | Raportați eroare |
| 12787.07.01                              | Situl arheologic de la Zăbrani - Sătuț / ansamblu anonim (Categorie: locuire) (Tip: Așezare)                                     | sat Zăbrani, comuna Zăbrani         | Sătuț              |                              |            |                                              | Încărcați imagine | Raportați eroare |
| 12787.07.02                              | Situl arheologic de la Zăbrani - Sătuț / ansamblu anonim (Categorie: locuire) (Tip: Așezare)                                     | sat Zăbrani, comuna Zăbrani         | Sătuț              | sec. XII-XIV                 |            |                                              | Încărcați imagine | Raportați eroare |
| 12787.08.01                              | Situl arheologic de la Zăbrani - La Suiș / ansamblu anonim (Categorie: construcție defensivă) (Tip: Fortificație)                | sat Zăbrani, comuna Zăbrani         | La Suiș            |                              |            |                                              | Încărcați imagine | Raportați eroare |
| 12787.08.02                              | Situl arheologic de la Zăbrani - La Suiș / ansamblu anonim (Categorie: construcție defensivă) (Tip: Așezare)                     | sat Zăbrani, comuna Zăbrani         | La Suiș            |                              |            |                                              | Încărcați imagine | Raportați eroare |
| 12787.08.03                              | Situl arheologic de la Zăbrani - La Suiș / ansamblu anonim (Categorie: construcție defensivă) (Tip: Așezare)                     | sat Zăbrani, comuna Zăbrani         | La Suiș            | sec. II-IV                   |            |                                              | Încărcați imagine | Raportați eroare |
| 12787.10.01                              | Așezarea daco-romană de la Zăbrani / ansamblu anonim (Categorie: locuire) (Tip: Așezare)                                         | sat Zăbrani, comuna Zăbrani         |                    |                              |            |                                              | Încărcați imagine | Raportați eroare |
| 12787.09.01                              | Așezarea daco-romană de la Zăbrani / ansamblu anonim (Categorie: locuire) (Tip: Așezare)                                         | sat Zăbrani, comuna Zăbrani         |                    | sec. III-IV                  |            |                                              | Încărcați imagine | Raportați eroare |
| 12787.11.01                              | Așezarea daco-romană de la Zăbrani / ansamblu anonim (Categorie: locuire) (Tip: Așezare)                                         | sat Zăbrani, comuna Zăbrani         |                    | sec. III-IV                  |            |                                              | Încărcați imagine | Raportați eroare |
| 12787.12.01                              | Valul de pământ de la Zăbrani / ansamblu anonim (Categorie: construcție defensivă) (Tip: Val de pământ)                          | sat Zăbrani, comuna Zăbrani         |                    |                              |            |                                              | Încărcați imagine | Raportați eroare |
| 12787.13.01                              | Valul de pământ de la Zăbrani - La Cărarea Morii / ansamblu anonim (Categorie: construcție defensivă) (Tip: Val de pământ)       | sat Zăbrani, comuna Zăbrani         | La Cărarea Morii   |                              |            |                                              | Încărcați imagine | Raportați eroare |
| 10863.03.01                              | Situl arheologic de la Zădăreni - La Vii / ansamblu anonim (Categorie: locuire) (Tip: Așezare)                                   | sat Zădăreni, comuna Zădăreni       | La Vii             | Baden                        |            |                                              | Încărcați imagine | Raportați eroare |
| 10863.03.02                              | Situl arheologic de la Zădăreni - La Vii / ansamblu anonim (Categorie: locuire) (Tip: Așezare fortificată)                       | sat Zădăreni, comuna Zădăreni       | La Vii             | Otomani                      |            |                                              | Încărcați imagine | Raportați eroare |
| 10863.04.01                              | Situl arheologic de la Zădăreni / ansamblu anonim (Categorie: locuire) (Tip: Așezare)                                            | sat Zădăreni, comuna Zădăreni       |                    |                              |            |                                              | Încărcați imagine | Raportați eroare |
| 10863.04.02                              | Situl arheologic de la Zădăreni / ansamblu anonim (Categorie: locuire) (Tip: Așezare)                                            | sat Zădăreni, comuna Zădăreni       |                    |                              |            |                                              | Încărcați imagine | Raportați eroare |
| 10863.05.01                              | Așezarea preistorică de la Zădăreni - Szalassberg / ansamblu anonim (Categorie: locuire) (Tip: Așezare)                          | sat Zădăreni, comuna Zădăreni       | Szalassberg        |                              |            |                                              | Încărcați imagine | Raportați eroare |
| 10863.06.01                              | Așezarea preistorică de la Zădăreni -Hölzleberg / ansamblu anonim (Categorie: locuire) (Tip: Așezare)                            | sat Zădăreni, comuna Zădăreni       | Hölzleberg         |                              |            |                                              | Încărcați imagine | Raportați eroare |
| 10863.07.01                              | Așezarea preistorică de la Zădăreni - Zigeunerberg / ansamblu anonim (Categorie: locuire) (Tip: Așezare)                         | sat Zădăreni, comuna Zădăreni       | Zigeunerberg       |                              |            |                                              | Încărcați imagine | Raportați eroare |
| 10863.08.01                              | Movila de epocă necunoscută de la Zădăreni - Kreuzberg / ansamblu anonim (Categorie: descoperire funerară) (Tip: Movilă)         | sat Zădăreni, comuna Zădăreni       | Kreuzberg          |                              |            |                                              | Încărcați imagine | Raportați eroare |
| 10863.09.01                              | Situl arheologic de la Zădăreni / ansamblu anonim (Categorie: descoperire funerară) (Tip: Necropolă)                             | sat Zădăreni, comuna Zădăreni       |                    | sec. II-IV                   | 1957       |                                              | Încărcați imagine | Raportați eroare |
| 10863.09.02                              | Situl arheologic de la Zădăreni / ansamblu anonim (Categorie: descoperire funerară) (Tip: Așezare)                               | sat Zădăreni, comuna Zădăreni       |                    | în vatra satului             | 1957       |                                              | Încărcați imagine | Raportați eroare |
| 10863.10.01                              | Așezarea daco-romană de la Zădăreni / ansamblu anonim (Categorie: locuire) (Tip: Așezare)                                        | sat Zădăreni, comuna Zădăreni       |                    | sec. II-III                  |            |                                              | Încărcați imagine | Raportați eroare |
| 10863.11.01                              | Așezarea neolitică de la Zorlențu Mare - Codru / ansamblu anonim (Categorie: locuire) (Tip: Așezare)                             | sat Zădăreni, comuna Zădăreni       | Codru              | Vinča - B1,B2,C              |            |                                              | Încărcați imagine | Raportați eroare |
| 10863.12.01                              | Așezarea neolitică de la Zorlențu Mare - Dealul Giurii / ansamblu anonim (Categorie: locuire) (Tip: Așezare)                     | sat Zădăreni, comuna Zădăreni       | Dealul Giurii      | Vinča - B1, B2, C            |            |                                              | Încărcați imagine | Raportați eroare |
| 10863.13.01                              | Așezarea neolitică de la Zorlențu Mare - Icreliște / ansamblu anonim (Categorie: locuire) (Tip: Așezare)                         | sat Zădăreni, comuna Zădăreni       | Icreliște          | Vinča - B1, B2, C            |            |                                              | Încărcați imagine | Raportați eroare |
| 10863.14.01                              | Așezarea neolitică de la Zorlențu Mare - Negrușa / ansamblu anonim (Categorie: locuire) (Tip: Așezare)                           | sat Zădăreni, comuna Zădăreni       | Negrușa            | Vinča - B1, B2, C            |            |                                              | Încărcați imagine | Raportați eroare |
| 10863.15.01                              | Așezarea neolitică de la Zorlențu Mare - Valea Sacă / ansamblu anonim (Categorie: locuire) (Tip: Așezare)                        | sat Zădăreni, comuna Zădăreni       | Valea Sacă         | Vinča - B1, B2, C            |            |                                              | Încărcați imagine | Raportați eroare |
| 10863.16.01                              | Așezarea neolitică de la Zorlențu Mare - Sălașul lui Momac / ansamblu anonim (Categorie: locuire) (Tip: Așezare)                 | sat Zădăreni, comuna Zădăreni       | Sălașul lui Momac  |                              |            |                                              | Încărcați imagine | Raportați eroare |
| 10863.17.01                              | Așezarea neolitică de la Zorlențu Mare - Obârșia Alunișului / ansamblu anonim (Categorie: locuire) (Tip: Așezare)                | sat Zădăreni, comuna Zădăreni       | Obârșia Alunișului | Vinča - B1, B2, C            |            |                                              | Încărcați imagine | Raportați eroare |